# Cancer (crustacé)
Pour les articles homonymes, voir Cancer (homonymie).
Genre
Cancer est un genre de crabes de la famille des Cancridae.
Il comporte six espèces actuelles et 26 fossiles.

## Liste des espèces actuelles
Selon Systema Brachyurorum :
- Cancer bellianus Johnson, 1861
- Cancer borealis Stimpson, 1859 — tourteau jona
- Cancer irroratus Say, 1817 — tourteau poïnclos
- Cancer johngarthi Carvacho, 1989
- Cancer pagurus Linnaeus, 1758 — tourteau, crabe dormeur
- Cancer plebejus Poepping, 1836
- Cancer porteri M. J. Rathbun, 1930
- Cancer productus J. W. Randall, 1840 — tourteau rouge du Pacifique

## Référence
- Linnaeus, 1758 : Systema naturae per regna tria naturae, secundum classes, ordines, genera, species, cum characteribus, differentiis, synonymis, locis, ed. 10, vol. 1 (texte original).